# Jack Cutmore-Scott
 (juillet 2019).
Si vous disposez d'ouvrages ou d'articles de référence ou si vous connaissez des sites web de qualité traitant du thème abordé ici, merci de compléter l'article en donnant les références utiles à sa vérifiabilité et en les liant à la section « Notes et références ».
Jack Cutmore-Scott est un acteur britannique, né le 16 avril 1987 à Londres en Angleterre. Il est connu pour le double rôle de Cameron et Jonathan Black qu'il joue dans la série américaine Cameron Black : l'illusionniste.

## Biographie

### Jeunesse et formations
Jack Cutmore-Scott est né à Londres de deux comptables[réf. nécessaire], il passe une année sabbatique à la London Academy of Music and Dramatic Arts[réf. nécessaire] et participe au Fringe Festival d'Edimbourg[réf. nécessaire]. il fait ses études à l'Université Harvard, où il étudié la littérature anglaise, certaines langues et le théâtre[réf. nécessaire]. Il commence sa carrière d'acteur à l'âge de vingt ans[réf. nécessaire].

### Carrière
Jack Cutmore-Scott est bien connu pour avoir incarné le personnage principal de la série télévisée Cooper Barrett's Guide to Surviving Life. Il joue également le rôle de Rufus Saville dans le film Kingsman : Services secrets (Kingsman: The Secret Service) de Matthew Vaughn, sorti en 2015.
Depuis mars 2018, il utilise un accent américain pour jouer le rôle de Cameron Black, un illusionniste, magicien déshonoré et consultant du FBI, à la suite d'une illusion qui tourne terriblement mal dans la nouvelle série policière Cameron Black : l'illusionniste (Deception), diffusée sur ABC. Il joue également le rôle de Jonathan, le frère jumeau identique et incarcéré de Cameron. La série commence à être diffusée le même soir au Canada sur les ondes de CTV[réf. nécessaire]. Pour se préparer aux rôles dans la série, il travaille avec les magiciens David Kwong et Francis Menotti pour apprendre comment exécuter les tours de magie sur le spectacle[réf. nécessaire].

## Filmographie

### Films
- 2015 : Kingsman : Services secrets (Kingsman: The Secret Service) de Matthew Vaughn : Rufus Saville
- 2017 : Dunkerque (Dunkirk) de Christopher Nolan : un soldat dans le canot de sauvetage
- 2017 : Bad Match de David Chirchirillo : Harris Kroller
- 2018 : Ocean's 8 de Gary Ross : joueur de bunto qui se fait voler sa montre (apparition)
- 2020 : Tenet de Christopher Nolan : Klaus
- 2023 : Oppenheimer de Christopher Nolan :  Lyall Johnson

### Court-métrage
2022 : Training Wheels de Alison Rich: Lance Buckington 

### Téléfilms
- 2014 : Cabot College de Pamela Fryman : Charlie Deckard
- 2015 : The Go-Between de Pete Travis : Denys Maudsley

### Séries télévisées
- 2016 : Cooper Barrett's Guide to Surviving Life : Cooper Barrett (13 épisodes)
- 2018 : Cameron Black : l'illusionniste (Deception) : Cameron et Jonathan Black (13 épisodes)
- 2018 : Magnum (Magnum, P.I.) : Neil Crawford (saison 1, épisode 3 : Une mystérieuse fiancée (The Woman Who Never Died)
- 2020 : Hawaii 5-0 (saison 10, épisode 17 : He kohu puahiohio i ka ho'olele i ka lepo i luna) : Gabe / Michael Blanton
- 2024 : Frasier (série télévisée): Freddie Crane
- 2025 : New York, police judiciaire : Sean Harper (saison 24, épisode 11)